# Летающая тарелка одиночества
«Летающая тарелка одиночества» (англ. A Saucer of Loneliness) — научно-фантастический рассказ Теодора Старджона. Рассказ был впервые опубликован в журнале Galaxy Science Fiction в феврале 1953 года. На русском языке рассказ впервые был опубликован в 1999 году (перевод В. Гришечкин).

## Сюжет
Мужчина спасает женщину, пытавшуюся покончить жизнь самоубийством, утопившись в море. Женщина рассказывает ему свою историю.
Много лет назад, когда ей было около 17, она жила в Нью-Йорке. Однажды она вышла погулять в Центральный парк. Была хорошая погода, светило солнце. Подняв голову и посмотрев на небо, она увидела, зависшую в примерно полуметре над ней золотистую летающую тарелку диаметром около двух метров. Затем тарелка опустилась ниже, стала на ребро и прижалась ко лбу девушки. Секунды полторы тарелка удерживала девушку в состоянии паралича, а затем девушка упала, потеряв сознание. Тарелка, став мёртвого серого цвета, тоже упала на землю. Вокруг девушки собралась толпа зевак. Вскоре, придя в себя, она сказала: «Летающая тарелка говорила со мной!». После этого девушку арестовывает ФБР, помещает её сначала в госпиталь, а затем в тюрьму, пытаясь выяснить что именно летающая тарелка ей сообщила. Но ни на одном из допросов девушка этого так и не рассказала. Когда после суда по обвинению в шпионаже её выпустили из тюрьмы, она получила скандальную известность. Родная мать выгнала её из дома, она потеряла работу. Всех молодых людей, которые приглашали её на свидание, интересовала не она, а то, что ей сказала тарелка. За ней постоянно следили, она была вынуждена скрываться. Она много лет жила в полном одиночестве, не имея никаких друзей.
Однажды ей пришла мысль писать записки, помещать их в бутылки и бросать их в море. Текст каждой записки содержал стихотворение, которое называлось «Самому одинокому»:
То одиночество, что в нас порой таится,

Другим и в страшном сне не снится.

Его мы б рады разделить,

Как делят воду с тем, кто хочет пить.

Так одинок и я. Так знай же, брат,

Что в бесконечности, где только свет блуждает,

Всегда найдётся кто-то, кто себя

Стократ ненужней и слабей считает…
Это стихотворение и было посланием летающей тарелки. Девушка поняла, что космическая летающая тарелка, которая передала ей послание, была аналогом такой же бутылки с запиской в океане и, отправляя бутылки, она решила отплатить тем же. Часть таких бутылок ФБР выловило, но не все. Оказалось, что одну из таких бутылок нашёл как раз тот самый мужчина, которому женщина и рассказала эту историю. Прочитанное стихотворение произвело на него огромное впечатление. Он изучил карту течений и много лет искал эту женщину, чувствуя, что она может покончить жизнь самоубийством. В итоге он признаётся в своих чувствах к ней.
Рассказ завершается фразой, что «одиночество когда-нибудь кончается для тех, кто был одинок целую вечность».

## Премии, номинации
В 2004 году рассказ номинировался на ретроспективную премию «Хьюго» 1954 года.

## Радиопостановки
- В 1957 году по рассказу была осуществлена радиопостановка для передачи X Minus One.
- В 2002 году на радиостанции «Серебряный дождь» была осуществлена радиопостановка в формате аудиокниги для передачи «Модель для сборки»[5].

## Экранизации
- 1982 — La soucoupe de solitude — 1 эпизод 1 сезона телесериала «De bien étranges affaires» (Франция, реж. Philippe Monnier)[6].
- 1986 — A Saucer of Loneliness — 2 эпизод 2 сезона телесериала «Сумеречная зона» (США, реж. John D. Hancock)[7].

## Издания
- Журнал Galaxy Science Fiction (февраль 1953).
- Сборник рассказов Т. Старджона E Pluribus Unicorn (1953, 1956, 1960, 1961, 1965, 1968, 1969, 1970, 1977, 1979, 1984).
- Антология The Worlds of Science Fiction (1963, 1965, 1967, 1970).
- Антология Flying Saucers in Fact and Fiction (1968).
- Антология Science Fictions (1971).
- Антология Science Fiction of the Fifties (1979, 1980).
- Антология Flying Saucers (1982, 1987).
- Антология Science Fiction A to Z (1982).
- Антология The Great SF Stories # 15 (1953) (1986).
- Антология New Stories from the Twilight Zone (1991, 1992, 1993).
- Антология The New Twilight Zone (1997).
- Сборник произведений Т. Старджона A Saucer of Loneliness, Volume VII: The Complete Stories of Theodore Sturgeon (2000).
- Антология Masterpieces: The Best Science Fiction of the Century (2001).
- Сборник рассказов Т. Старджона A Saucer of Loneliness (2002).
- Антология Masterpieces: The Best Science Fiction of the Twentieth Century (2004).

### На французском языке
- La soucoupe de solitude // Антология Histoires d’extraterrestres (1974, 1978, 1984).

### На немецком языке
- Wie ein Schrei aus dem Dunkel // Антология Aus vielen Einhorn (1985).

### На русском языке
- Старджон, Т. Летающая тарелка одиночества / пер. В. Гришечкин // Умри, маэстро! : сб. фантаст. рассказов. — М. : Мир, 1999. — С. 157—183.
- То же // Элементы — модель для сборки : аудиокнига. — 2002.